# 土屋昌続

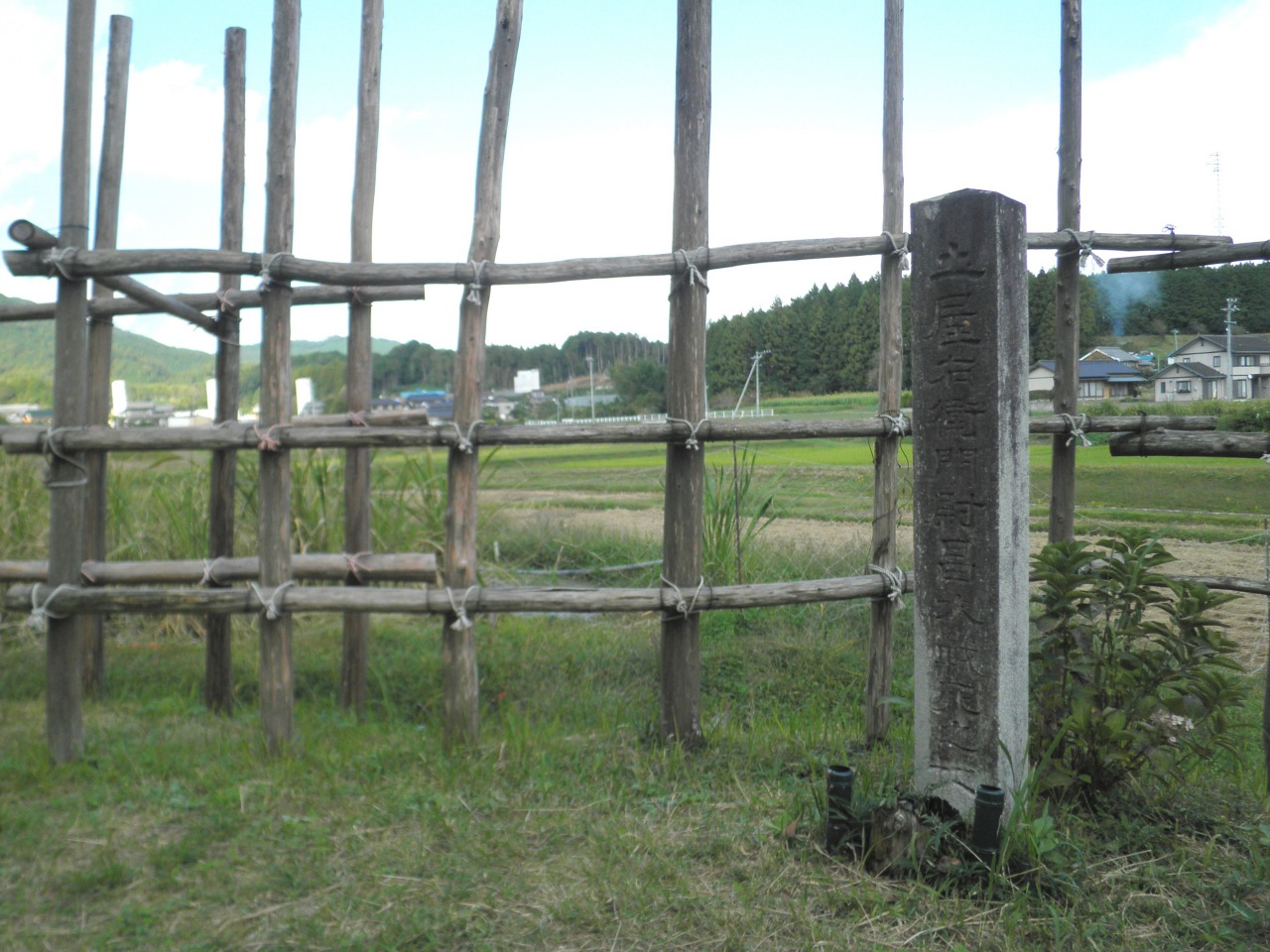
土屋昌続戦死之地（愛知県新城市）

土屋 昌続（つちや まさつぐ）は、戦国時代の武将。甲斐武田氏の家臣で譜代家老衆。武田二十四将の一人に数えられる。
土屋昌次の名により『甲斐国志』などで知られているが、諱については文書上では「𡈽屋昌続」であることが史料的に確認されている。
「片手千人切り」で知られる土屋昌恒の実兄にあたる。

## 生涯

### 出生から信玄側近へ
金丸筑前守（虎義）の次男「平八郎」として生まれる。金丸氏は清和源氏流武田氏一門で、甲斐守護武田信重の子、金丸光重を祖とする。筑前守は譜代家老で、板垣信方と並び武田晴信の傅役であったという。
平八郎の兄である金丸平三郎は武田信玄の奥近習横目役を務めた。『甲陽軍鑑』によれば、永禄3年（1560年）に武田信廉の被官である落合彦助が奉行に暴言を吐いたためそれを報告し、それが元で落合の母は牢に入れられ、そのまま獄死した。それが落合の恨みを買い、落合に殺害されたという。信玄は大いに怒り、落合を殺害させた。これを受け、平八郎は武藤喜兵衛（のちの真田昌幸）、三枝昌貞、曽根昌世、甘利昌忠、長坂昌国らと「奥近習六人衆」の一人として信玄の傍近くに仕えた。
信玄は奥近習六人衆を寵愛し、それぞれに「昌」の字を与えた。平八郎は昌続と名乗ることとなる。
昌続は奥近習六人衆の中でも特別であり、御膳担（歌会では信玄の隣に座ることを許された）であったという（他の近習は配膳担であった）。『甲陽軍鑑』によれば、昌続は「信玄公御座をなをし」と記述されている。御座を直すとは主人の夜伽の相手を務めることであり、昌続が信玄より格別の寵愛を受けていたことが窺える。また同書によれば、織田信長より信玄に贈られた猩々緋の笠を、信玄は信長の使者の目の前で昌続に「信長の武辺にあやかれ」と与えたという。これは将軍足利義昭が入京した際、信長が義昭に贈った大変貴重なものである。

### 初陣、川中島の戦い
永禄4年（1561年）の上杉謙信との第四次川中島の戦いで真田昌幸とともに初陣を飾る。共に本陣中央に備えた。この時17歳。第四次川中島の戦いは5度の戦いの中で最大の激戦となった戦いであり、一時上杉勢の攻勢により信玄本陣まで危機に晒されたが、信玄の傍を離れず上杉勢に奮戦した。
『甲陽軍鑑』に拠れば、この第四次川中島の戦いにおける戦功で桓武平氏三浦氏流土屋家の名跡を継いだとされるが、文書上における初見資料は、永禄9年（1566年）閏8月の長坂昌国起請文の宛先で、この時点ではまだ金丸平八郎を名乗っている。

### 侍大将「𡈽屋昌続」へ
永禄12年（1569年）の北条氏康との三増峠の戦いで箕輪城代・浅利信種が戦死すると、浅利同心衆（赤備え)同心70騎と駿河先方衆30騎を付され100騎の侍大将となる。相備えとして付けられると同時に甲斐名門の土屋家を継ぎ土屋昌続を名乗り、黒地に白鳥居の旗印を授かったという。22歳での侍大将への抜擢は異例であった（馬場信春51歳、山県昌景41歳、内藤昌秀41歳）。この時、昌続以外の奥近習六人衆は15騎から30騎の足軽大将であった。
『甲斐国史』には「加倍シテ属百騎、信州ノ粕備七組ヲ統領シ、右衛門尉卜名乗ラシム、旗ハ黒地二白キ鳥居、家ノ紋九曜ナリ」とある。

### 側近、奉行衆として
永禄10年（1567年）8月には、武田家中における義信事件による家臣団の動揺を抑えるために信玄が家臣団に提出させた下之郷起請文において、担当奉行の浅利信種、吉田信生以外の宛先として、山県昌景や原昌胤、跡部勝資や曽根虎長、甘利信忠らとともに取次を務め、徴収を行っている。
以降は信玄側近・奉行衆としての活動が見られ、永禄11年（1568年）初めには土屋姓への改姓が確認される。同年末の今川領国への侵攻（駿河侵攻）に際しては、信玄側近として戦時禁制や朱印状奏者を独占的に務めており、駿河富士山本宮浅間大社や岡部氏、朝倉氏、狩野氏、松木氏など駿河国衆との取次を務めている。西上野侵攻（永禄4年）おいて領国化されていた西上野においては、跡部勝資、原昌胤、曽根虎長とともに上野国衆との取次を務め、昌続は浦野氏や和田氏を担当している。また、信濃領国においては玉井氏、市川氏、海野氏ら東信国衆との取次を担当している。また、対外的には太田氏や梶原氏、里見氏など関東方面の外交を担当している。
永禄12年（1569年）、信玄の命で忍の加藤段蔵を討ち取っている。段蔵が厠に入った隙をうかがい、馬場信春と殺害したという。

### 三方ヶ原の戦いにおける一騎打ち
元亀3年（1573年）の三方ヶ原の戦いでは、徳川十六神将の鳥居忠広と一騎討ちをした。鳥居忠広は豪の者として知られているだけに、一刀の下に昌次の甲を打ち割った。昌続の兜は幸い明珍の星兜であったので、甲は割れたが頭はかすり傷ひとつなく、組み打ちとなり首を討ち取った。この合戦は敵味方入り乱れての激戦となり、双方手助けのかなわぬ中、豪の者であった鳥居を昌続1人の手で仕止めたとあって、武名は一段と上がった。

### 信玄の死
元亀4年（1573年）、武田信玄が阿智村駒場で死去した際には殉死しようとしたが、高坂昌信に説得を受け、思いとどまったという。信玄の遺骨は昌続が甲府に持ち帰り、自分の屋敷の庭先に埋葬した。現在その地が、甲府での信玄の墓所となっている。
3年後にその遺骸を掘り起こして、信玄の菩提寺・恵林寺に正式な墓を移した。

### 長篠の戦いと壮絶な討ち死に
天正3年（1575年）の長篠の戦いで、信長自らの出陣を知って、信玄時代からの重鎮たち、山県昌景、馬場信春、内藤昌秀らと共に撤退を進言したと言われているが、武田勝頼は決戦を行うことを決定する。そして長篠城の牽制に3,000ほどを置き、残り12,000を設楽原に向けた。
戦が始まると、真田信綱、真田昌幸と共に右翼の天神山に陣を敷いた。織田勢の三重柵の二重まで突破したが、一斉射撃を受け戦死したという。享年31。昌続の首は、従士の温井左近が手早く切り落として持ち帰り、信州まで逃げようとしたが逃げ切れずに、首を埋め、自分も腹をかき割って殉死したという。現在も愛知県新城市に従士・温井左近昌国の墓がある。
昌続には男子がいなかったため、弟の土屋昌恒が土屋家の名跡を継いだ。

## 逸話
- 武田二十四将の一人、小幡昌盛は信玄の旗本におさまることを望み訴訟を行い、信玄の怒りを買い甲府妙音寺に蟄居となり切腹を命じられるが、諏訪勝頼や昌続の懇願により赦免され、足軽大将に留まったという。

## 刀剣
- 「影法師」 金象嵌、筑前南北朝時代　
昌続が所持していた二尺二寸五分の刀。茎部分に「影法師」「右衛門尉持之」の刻印が彫られている。土屋家に代々相伝された。
「影法師」は影武者を表し、所持していた昌続が武田信玄の影武者を務めたためという。土屋家は影武者の育成担当であり、その印としての「影法師」の銘という説がある。
戦場で影武者が討たれた時、それが影武者であることを確認するため、普段は見えない刀の茎部分に「影法師」と彫っていたとも言われる。
映画『影武者』では、近習頭「土屋平八郎」が登場し、また影武者のことを「影法師」と呼んでいる。
- 久留里藩土屋家、および土浦藩土屋家には多くの刀剣が伝わっており、多くが土浦市立博物館所蔵として現存する。

## 昌続死後の土屋家
- 昌続の討ち死の後、子がいなかったため、弟の土屋昌恒が土屋家の名跡を継いだ。昌恒は武田家最後の家臣として片手千人切りの伝説を残すことになる。
  - 昌恒の嫡男の土屋忠直は、徳川秀忠の下で大名に取り立てられ、子孫は大名家や旗本家として続いた。
  - 忠直の弟の土屋重虎は、信州新野に落ち延び、武田信虎の弟・光国舜玉和尚の下で出家し、同地の瑞光院の住職を務めた。弟子の久保田彦左衛門は即身仏(ミイラ)となり、真宗行順大行者(行人様)として現在も年に2回の御開帳が行われている。また𡈽屋家は国の重要無形文化財「新野の雪まつり」伝承を続けている。
  - 武田家臣末裔による「武田家旧温会」の会長を土屋誠司（沼津ライオンズクラブ会長、沼津商工会議所監事）が2013年より務めた。誠司は昌恒の子で現在の富士宮市にて帰農した八之丞（はちのじょう）の子孫に当たる。
- 娘婿の土屋長安は武田家滅亡後の徳川政権下、徳川家康の寵愛を受け、大久保長安と名乗り、老中まで上り詰めて強大な権力を得た。
- 俳優の土屋嘉男は、山梨県甲府盆地の北東、大菩薩峠の登山口の七里村（旧塩山町、現甲州市）出身で、昌続の子孫といわれる[2]。1969年公開の映画『風林火山』で昌次を演じている[2]。

## 土屋昌続を扱った作品

### 映画
- 『影武者」（1980年、監督：黒澤明） - 信玄近習の筆頭「土屋宗八郎」(演：根津甚八)として登場。
- 『風林火山』（1969年、監督：稲垣浩） - 「土屋右衛門尉」（演：土屋嘉男）として登場。

### 大河ドラマ
- 『信長 KING OF ZIPANGU』 - 長篠合戦で、昌続を想定した武者が柵にすがりつきながら、銃弾を浴びて倒れる場面がある。

### 漫画
- 『センゴク天正記』（宮下英樹） - 武田家の武将で信玄の護衛侍大将。長篠の戦いで一隊を率いるが、敗戦が濃厚になり撤退の陣触れが出されると、味方隊を逃がすために織田軍の柵に突撃し、壮絶な死を遂げる様子が描かれた。
- 『武田二十四将」（大島やすいち）- 土屋昌次として登場。

### ゲーム
- 『戦国無双 〜真田丸〜』 - 真田昌幸の盟友「土屋昌次」として登場。無類の忠義者として描かれた。